# Jiggle Jiggle
"Jiggle Jiggle" là một đĩa đơn năm 2022 của nhà báo và nhà làm phim tài liệu người Mỹ gốc Anh Louis Theroux, được sản xuất bởi bộ đôi DJ kiêm nhà sản xuất âm nhạc Duke & Jones. Bài hát được tạo ra dựa trên một vài đoạn rap mà Theroux đã đọc, trong số đó có một đoạn đọc rap của ông trong chương trình Weird Weekends.

## Lịch sử
Năm 2000, khi đang quay tập cuối mùa ba của chương trình Louis Theroux's Weird Weekends, Theroux đã thử sức việc đọc rap với sự hỗ trợ của các rapper trên đài phát thanh địa phương WQUE-FM của New Orleans. Phần rap chứa nội dung bài hát "Red Red Wine" do Neil Diamond sáng tác và trình diễn. Đến năm 2022, Theroux trong một cuộc phỏng vấn với chương trình YouTube Chicken Shop Date đã đọc lại một số đoạn rap ông từng sáng tác trong chương trình.

### Xu hướng TikTok
Bộ đôi DJ kiêm nhà sản xuất âm nhạc Duke & Jones đến từ Manchester là tác giả của nhiều bản hòa âm từ Auto-Tune cho các đoạn âm thanh ngẫu nhiên, đã đăng một phiên bản Auto-Tune của cuộc phỏng vấn vào ngày 16 tháng 3 năm 2022. Đoạn clip nhanh chóng lan truyền trên TikTok và các nền tảng mạng xã hội khác, thu hút hơn 50 triệu lượt xem trên TikTok tính đến ngày 14 tháng 5. Nhiều cảnh quay Theroux đọc rap cũng đã được tìm lại sau đó, khiến BBC gọi anh là "một cái đầu hip-hop đồ sộ".
Nhiều người dùng TikTok đã góp phần vào xu hướng này khi quay các video nhảy trên nền nhạc bản Auto-Tune của đoạn rap với lời nhạc: "My money don't jiggle jiggle, it folds...". Tính đến ngày 17 tháng 5 năm 2022, bài hát được sử dụng trong hơn 2,6 triệu video TikTok.

## Phát hành
Ngày 12 tháng 4 năm 2022, Duke & Jones đã phát hành một phiên bản mở rộng của đoạn rap từ chương trình Chicken Shop Date. Tính đến ngày 11 tháng 5 năm 2022, bài hát đã thu hơn 14,5 triệu lượt xem trên YouTube. Đến ngày 12 tháng 5 năm 2022, Duke & Jones tiếp tục đăng một video trên Instagram, cho thấy Theroux đang ghi âm "Jiggle Jiggle" trong phòng thu và úp mở về việc phát hành một đĩa đơn mới bởi Theroux. "Jiggle Jiggle" đã chính thức được phát hành một ngày sau đó vào ngày 13 tháng 5.
Vào ngày 15 tháng 7 năm 2022, một bản phối lại bài hát với sự góp mặt của ca sĩ người Mỹ Jason Derulo và người dẫn chương trình người Anh Amelia Dimoldenberg, hay gọi là Amelia Dimz, đã được phát hành.

## Bảng xếp hạng
| Bảng xếp hạng (2022)           | Thứ hạng cao nhất |
| ------------------------------ | ----------------- |
| New Zealand Hot Singles (RMNZ) | 29                |